# Smicrostigma
Smicrostigma là chi thực vật có hoa trong họ Aizoaceae.